# Eyengui, el dios del sueño
Eyengui, el dios del sueño es un documental español de 2003 rodado en las selvas de Camerún y protagonizado por una tribu nómada, los pigmeos baká. Dirigido por José Manuel Novoa Ruiz, coproducido por Explora Films y El Deseo, la productora de Pedro Almodóvar y su hermano Agustín. Este documental participó en la XVIII edición de los Premios Goya como candidata a la Mejor Música Original.